# 2010年のアメリカ合衆国の映画作品一覧
本項目は、2010年公開のアメリカ合衆国の映画作品の一覧である。

## 作品検索用目次
| 種類                    | 目次リンク                                                                        |
| ----------------------- | --------------------------------------------------------------------------------- |
| 原題 （アルファベット） | 0-9・A・B・C・D・E・F・G・H・I・J・K・L・M・N・O・P・Q・R・S・T・U・V・W・X・Y・Z |
| 日本語題 （五十音）     | あ・か・さ・た・な・は・ま・や・ら・わ・不明                                      |

## 一覧
| 原題                                                     | 日本語題                                                  | 監督                                                | ジャンル                                | 備考 |
| -------------------------------------------------------- | --------------------------------------------------------- | --------------------------------------------------- | --------------------------------------- | --- |
| 127 Hours                                                | 127時間                                                   | ダニー・ボイル                                      | 伝記 ドラマ                             | フォックス・サーチライト・ピクチャーズ 自伝『アーロン・ラルストン 奇跡の6日間』（アーロン・ラルストン著）の映画化                                                    |
| 8: The Mormon Proposition                                | 不明                                                      | リード・カワン                                      | ドキュメンタリー                        | Red Flag Releasing |
| The A-Team                                               | 特攻野郎Aチーム THE MOVIE                                 | ジョー・カーナハン                                  | アクション 冒険 コメディ                | 20世紀フォックス テレビシリーズ『特攻野郎Aチーム』の映画化。 |
| Alice in Wonderland                                      | アリス・イン・ワンダーランド                              | ティム・バートン                                    | ファミリー ファンタジー                 | ウォルト・ディズニー・ピクチャーズ |
| All Good Things                                          | 幸せの行方...                                             | アンドリュー・ジャレッキ                            | 恋愛 ドラマ ミステリ                    | マグノリア・ピクチャーズ |
| Alpha and Omega                                          | 不明                                                      | アンソニー・ベル ベン・グリュック                   | アニメ ファミリー                       | ライオンズゲート、Crest Animation Productions |
| The American                                             | ラスト・ターゲット                                        | アントン・コービン                                  | ドラマ スリラー                         | フォーカス・フィーチャーズ 小説『影なき紳士』（マーティン・ブース著）の映画化                                                                                        |
| The Back-up Plan                                         | カレには言えない私のケイカク                              | アラン・ポール                                      | ロマンティック・コメディ                | CBS Films |
| Barry Munday                                             | 不明                                                      | Chris D'Arienzo                                     | コメディ                                | マグノリア・ピクチャーズ 小説Life is a Strange Place（フランク・ターナー・ホロン著）の映画化                                                                         |
| Big Money Rustlas                                        | 不明                                                      | Paul Andresen                                       | コメディ 西部劇                         | Psychopathic オリジナルビデオ Big Money Hustlasの続編 |
| Black Swan                                               | ブラック・スワン                                          | ダーレン・アロノフスキー                            | サイコスリラー                          | フォックス・サーチライト・ピクチャーズ |
| Blue Valentine                                           | ブルーバレンタイン                                        | デレク・シアンフランス                              | 恋愛 ドラマ                             | ワインスタイン・カンパニー |
| The Book of Eli                                          | ザ・ウォーカー                                            | アルバート・ヒューズ アレン・ヒューズ               | アクション スリラー                     | アルコン・エンターテインメント、シルバー・ピクチャーズ、ワーナー・ブラザース                                                                                         |
| The Bounty Hunter                                        | バウンティー・ハンター                                    | アンディ・テナント                                  | アクション ロマンティック・コメディ     | コロンビア ピクチャーズ |
| Brutal Beauty: Tales of the Rose City Rollers            | 不明                                                      | Chip Mabry                                          | ドキュメンタリー                        | Cinema Purgatorio |
| Buried                                                   | ［リミット］                                              | ロドリゴ・コルテス                                  | スリラー                                | ライオンズゲート |
| Burlesque                                                | バーレスク                                                | スティーヴ・アンティン                              | ミュージカル                            | スクリーン ジェムズ |
| Brooklyn's Finest                                        | クロッシング                                              | アントワーン・フークア                              | 犯罪 ドラマ                             | Overture Films |
| Case 39                                                  | ケース39                                                  | クリスチャン・アルバート                            | ホラー ミステリ                         | パラマウント映画、パラマウント・ヴァンテージ |
| Casino Jack and the United States of Money               | カジノ・ジャック〜史上最悪のロビイスト〜                  | アレックス・ギブニー                                | ドキュメンタリー                        | マグノリア・ピクチャーズ |
| Casino Jack                                              | ロビイストの陰謀                                          | ジョージ・ヒッケンルーパー                          | ドラマ                                  | Art Takes Over |
| Cats & Dogs: The Revenge of Kitty Galore                 | キャッツ&ドッグス 地球最大の肉球大戦争                    | ブラッド・ペイトン                                  | ファミリー                              | ワーナー・ブラザース、ヴィレッジ・ロードショー・ピクチャーズ |
| Charlie St. Cloud                                        | きみがくれた未来                                          | バー・スティアーズ                                  | 恋愛 ファンタジー                       | ユニバーサル・ピクチャーズ 小説The Death and Life of Charlie St. Cloud（ベン・シャーウッド著）の映画化                                                               |
| The Chronicles of Narnia: The Voyage of the Dawn Treader | ナルニア国物語/第3章:アスラン王と魔法の島                 | マイケル・アプテッド                                | ファンタジー                            | 20世紀フォックス 小説「朝びらき丸 東の海へ」（C・S・ルイス著）の映画化 『ナルニア国物語/第2章:カスピアン王子の角笛』（2008年）の続編                                 |
| City Island                                              | 不明                                                      | レイモンド・デ・フェリッタ                          | コメディ ドラマ                         | Anchor Bay Films |
| Clash of the Titans                                      | タイタンの戦い                                            | ルイ・レテリエ                                      | アクション 冒険 ファンタジー            | ワーナー・ブラザース、レジェンダリー・ピクチャーズ 1981年の同名映画のリメイク                                                                                        |
| Client 9: The Rise and Fall of Eliot Spitzer             | 不明                                                      | アレックス・ギブニー                                | ドキュメンタリー                        | マグノリア・ピクチャーズ |
| The Company Men                                          | カンパニー・メン                                          | ジョン・ウェルズ                                    | ドラマ                                  | ワインスタイン・カンパニー |
| Conviction                                               | ディア・ブラザー                                          | トニー・ゴールドウィン                              | 伝記 ドラマ                             | フォックス・サーチライト・ピクチャーズ |
| Cop Out                                                  | コップ・アウト 〜刑事した奴ら〜                           | ケヴィン・スミス                                    | 刑事 コメディ                           | ワーナー・ブラザース |
| Countdown to Zero                                        | カウントダウンZERO                                        | ルーシー・ウォーカー                                | ドキュメンタリー                        | マグノリア・ピクチャーズ |
| Country Strong                                           | カントリー・ストロング                                    | シャナ・フェステ                                    | ドラマ ミュージカル                     | スクリーン ジェムズ |
| The Crazies                                              | クレイジーズ                                              | ブレック・アイズナー                                | ホラー                                  | Overture Films ジョージ・A・ロメロ監督作品『ザ・クレイジーズ』（1973年）のリメイク。                                                                                 |
| Crazy on the Outside                                     | 不明                                                      | ティム・アレン                                      | コメディ ドラマ                         | Freestyle Releasing |
| Cyrus                                                    | 僕の大切な人と、そのクソガキ                              | ジェイ・デュプラス マーク・デュプラス               | コメディ                                | フォックス・サーチライト・ピクチャーズ |
| Date Night                                               | デート & ナイト                                           | ショーン・レヴィ                                    | アクションコメディ 恋愛                 | 20世紀フォックス |
| Daybreakers                                              | デイブレイカー                                            | マイケル・スピエリッグ ピーター・スピエリッグ       | ホラー                                  | ライオンズゲート |
| Dear John                                                | 親愛なるきみへ                                            | ラッセ・ハルストレム                                | 恋愛                                    | スクリーン ジェムズ レラティビティ・メディア 小説『きみを想う夜空に』（ニコラス・スパークス著）の映画化                                                              |
| Death at a Funeral                                       | お葬式に乾杯!                                             | ニール・ラビュート                                  | コメディ                                | スクリーン ジェムズ 2007年のイギリス映画『ハウエルズ家のちょっとおかしなお葬式』のリメイク。                                                                         |
| Despicable Me                                            | 怪盗グルーの月泥棒 3D                                     | ピエール・コフィン クリス・ルノー                   | アニメ ファミリー                       | ユニバーサル・ピクチャーズ、イルミネーション・エンターテインメント                                                                                                   |
| Devil                                                    | デビル                                                    | ジョン・エリック・ドゥードル                        | ホラー スリラー                         | ユニバーサル・ピクチャーズ |
| Diary of a Wimpy Kid                                     | グレッグのダメ日記                                        | トール・フロイデンタール                            | コメディ ファミリー                     | 20世紀フォックス 児童文学シリーズ『グレッグのダメ日記』（ジェフ・キニー著）の映画化。                                                                                |
| Dinner for Schmucks                                      | 奇人たちの晩餐会 USA                                      | ジェイ・ローチ                                      | コメディ                                | パラマウント映画 ドリームワークス、スパイグラス・エンターテインメント 1998年のフランス映画『奇人たちの晩餐会』のリメイク                                             |
| Due Date                                                 | デュー・デート 〜出産まであと5日!史上最悪のアメリカ横断〜 | トッド・フィリップス                                | コメディ ロード                         | ワーナー・ブラザース |
| Easy A                                                   | 小悪魔はなぜモテる?!                                      | ウィル・グルック                                    | コメディ 青春                           | スクリーン ジェムズ |
| Eat Pray Love                                            | 食べて、祈って、恋をして                                  | ライアン・マーフィー                                | ドラマ                                  | コロンビア ピクチャーズ 回想録『食べて、祈って、恋をして 女が直面するあらゆること探究の書』（エリザベス・ギルバート著）の映画化。                                    |
| The Twilight Saga: Eclipse                               | エクリプス/トワイライト・サーガ                           | デヴィッド・スレイド                                | ファンタジー 恋愛                       | サミット・エンターテインメント 小説『エクリプス』（ステファニー・メイヤー著）の映画化 『ニュームーン/トワイライト・サーガ』の続編。                                  |
| Edge of Darkness                                         | 復讐捜査線                                                | マーティン・キャンベル                              | ドラマ アクション                       | ワーナー・ブラザース テレビシリーズEdge of Darknessの映画化。 |
| The Expendables                                          | エクスペンダブルズ                                        | シルヴェスター・スタローン                          | アクション                              | ライオンズゲート |
| The Extra Man                                            | 不明                                                      | シャリ・スプリンガー・バーマン ロバート・プルチーニ | コメディ                                | マグノリア・ピクチャーズ ジョナサン・エイムスの同名小説の映画化。 |
| Extraordinary Measures                                   | 小さな命が呼ぶとき                                        | トム・ヴォーン                                      | ドラマ                                  | CBS Films |
| Fair Game                                                | フェア・ゲーム                                            | ダグ・リーマン                                      | 伝記 スパイ スリラー ドラマ             | サミット・エンターテインメント ヴァレリー・プレイムとジョゼフ・ウィルソンの回想録の映画化。                                                                          |
| Faster                                                   | ファースター 怒りの銃弾                                   | ジョージ・ティルマン・Jr                            | アクション ドラマ                       | CBS Films |
| The Fighter                                              | ザ・ファイター                                            | デヴィッド・O・ラッセル                             | スポーツ ドラマ                         | パラマウント映画、レラティビティ・メディア |
| Flipped                                                  | 不明                                                      | ロブ・ライナー                                      | ファミリー ロマンティック・コメディ     | ワーナー・ブラザース 小説Flipped（ウェンデリン・ヴァン・ドラーネン著）の映画化                                                                                       |
| For Colored Girls                                        | 不明                                                      | タイラー・ペリー                                    | ドラマ                                  | ライオンズゲート 舞台劇For Colored Girls Who Have Considered Suicide When the Rainbow Is Enufの映画化。                                                              |
| Frankie and Alice                                        | 不明                                                      | ジェフリー・サックス                                | ドラマ                                  | ライオンズゲート |
| From Paris with Love                                     | パリより愛をこめて                                        | ピエール・モレル                                    | アクション                              | ライオンズゲート |
| Frozen                                                   | フローズン                                                | アダム・グリーン                                    | ホラー                                  | Anchor Bay Films |
| Furry Vengeance                                          | アニマル・ウォーズ 森林帝国の逆襲                         | ロジャー・カンブル                                  | コメディ ファミリー                     | サミット・エンターテインメント |
| Get Him to the Greek                                     | 伝説のロックスター再生計画!                               | ニコラス・ストーラー                                | コメディ                                | ユニバーサル・ピクチャーズ、レラティビティ・メディア、スパイグラス・エンターテインメント 『寝取られ男のラブ♂バカンス』のスピンオフ                                   |
| Get Low                                                  | 不明                                                      | アーロン・シュナイダー                              | ドラマ                                  | ソニー・ピクチャーズ クラシックス |
| The Ghost Writer                                         | ゴーストライター                                          | ロマン・ポランスキー                                | Political thriller                      | サミット・エンターテインメント 小説『ゴーストライター』（ロバート・ハリス著）の映画化。                                                                              |
| Going the Distance                                       | 遠距離恋愛 彼女の決断                                     | ナネット・バースタイン                              | ロマンティック・コメディ                | ニュー・ライン・シネマ |
| The Good Guy                                             | 不明                                                      | Julio DePietro                                      | ドラマ ロマンティック・コメディ         | Roadside Attractions |
| The Greatest                                             | 不明                                                      | Shana Feste                                         | ドラマ                                  | Barbarian Film Group |
| Green Zone                                               | グリーン・ゾーン                                          | ポール・グリーングラス                              | アクション スパイ                       | ユニバーサル・ピクチャーズ ノンフィクション本『グリーン・ゾーン』（ラジブ・チャンドラセカラン著）の映画化。                                                          |
| Greenberg                                                | ベン・スティラー 人生は最悪だ!                            | ノア・バームバック                                  | コメディ                                | フォーカス・フィーチャーズ |
| Grown Ups                                                | アダルトボーイズ青春白書                                  | デニス・デューガン                                  | コメディ                                | コロンビア ピクチャーズ |
| Gulliver's Travels                                       | ガリバー旅行記                                            | ロブ・レターマン                                    | コメディ                                | 20世紀フォックス 『ガリヴァー旅行記』（ジョナサン・スウィフト著）の映画化                                                                                            |
| Hachiko: A Dog's Story                                   | HACHI 約束の犬                                            | ラッセ・ハルストレム                                | ドラマ                                  | 『ハチ公物語』（1987年）のリメイク。 |
| Happy Tears                                              | 不明                                                      | ミッチェル・リヒテンスタイン                        | ドラマ                                  | Roadside Attractions |
| Harry Potter and the Deathly Hallows                     | ハリー・ポッターと死の秘宝 PART1                          | デヴィッド・イェーツ                                | ファンタジー アクション                 | ワーナー・ブラザース 『ハリー・ポッターと死の秘宝』（J・K・ローリング著）の映画化 『ハリー・ポッターと謎のプリンス』（2009年）の続編                                 |
| Hereafter                                                | ヒア アフター                                             | クリント・イーストウッド                            | ドラマ                                  | ワーナー・ブラザース |
| Holy Rollers                                             | バッド・トリップ 100万個のエクスタシーを密輸した男        | Kevin Asch                                          | ドラマ                                  | First Independent Pictures |
| Hot Tub Time Machine                                     | オフロでGO!!!!! タイムマシンはジェット式                  | スティーヴ・ピンク                                  | コメディ SF                             | メトロ・ゴールドウィン・メイヤー、ユナイテッド・アーティスツ |
| How Do You Know                                          | 幸せの始まりは                                            | ジェームズ・L・ブルックス                           | ロマンティック・コメディ                | コロンビア ピクチャーズ |
| How to Train Your Dragon                                 | ヒックとドラゴン                                          | ディーン・デュボア クリス・サンダース               | ファミリー ファンタジー                 | ドリームワークス・アニメーション、パラマウント映画 児童文学『ヒックとドラゴン』（クレシッダ・コーウェル著）の映画化。                                                |
| Hubble 3D                                                | HUBBLE 3D -ハッブル宇宙望遠鏡-                            | トニー・マイヤー                                    | ドキュメンタリー                        | ワーナー・ブラザース |
| Hurricane Season                                         | 不明                                                      | ティム・ストーリー                                  | ドラマ スポーツ                         | ディメンション・フィルムズ、ワインスタイン・カンパニー オリジナルビデオ                                                                                              |
| I Love You Phillip Morris                                | フィリップ、きみを愛してる!                               | グレン・フィカーラ ジョン・レクア                   | ドラマ                                  | ロードサイド・アトラクションズ |
| I'm Still Here                                           | 容疑者、ホアキン・フェニックス                            | ケイシー・アフレック                                | モキュメンタリー                        | マグノリア・ピクチャーズ |
| Inception                                                | インセプション                                            | クリストファー・ノーラン                            | 犯罪スリラー SF                         | ワーナー・ブラザース |
| Iron Man 2                                               | アイアンマン2                                             | ジョン・ファヴロー                                  | スーパーヒーロー                        | パラマウント映画、マーベル・エンターテインメント 『アイアンマン』の続編。                                                                                            |
| It's Kind of a Funny Story                               | なんだかおかしな物語                                      | ライアン・フレック アンナ・ボーデン                 | コメディ                                | フォーカス・フィーチャーズ 小説It's Kind of a Funny Story（ネッド・ヴィッツィーニ著）の映画化。                                                                      |
| Jack Goes Boating                                        | ジャック、舟に乗る                                        | フィリップ・シーモア・ホフマン                      | ロマンティック・コメディ                | Overture Films 舞台劇Jack Goes Boatingの映画化。 |
| Jackass 3-D                                              | ジャッカス3D                                              | ジェフ・トレメイン                                  | コメディ                                | パラマウント映画、MTVフィルムズ 『jackass number two』の続編。 |
| Jonah Hex                                                | ジョナ・ヘックス                                          | ジミー・ヘイワード                                  | スーパーヒーロー 西部劇                 | ワーナー・ブラザース、レジェンダリー・ピクチャーズ DCコミックスの『ジョナ・ヘックス』の映画化。                                                                      |
| The Joneses                                              | 幸せがおカネで買えるワケ                                  | デリック・ボルテ                                    | コメディ                                | Roadside Attractions |
| Just Wright                                              | 恋のスラムダンク                                          | サナー・ハムリ                                      | ロマンティック・コメディ                | フォックス・サーチライト・ピクチャーズ |
| The Karate Kid                                           | ベスト・キッド                                            | ハラルド・ズワルト                                  | カンフー                                | コロンビア ピクチャーズ、Overbrook Entertainment 『ベスト・キッド』のリメイク。                                                                                      |
| Kick-Ass                                                 | キック・アス                                              | マシュー・ヴォーン                                  | スーパーヒーロー                        | ライオンズゲート コミック『キック・アス』（原作: マーク・ミラー、作画: ジョン・ロミータ・Jr）の映画化。                                                              |
| The Kids Are All Right                                   | キッズ・オールライト                                      | リサ・チョロデンコ                                  | コメディ                                | フォーカス・フィーチャーズ |
| The Killer Inside Me                                     | キラー・インサイド・ミー                                  | マイケル・ウィンターボトム                          | ドラマ                                  | IFC Films 小説『内なる殺人者』（ジム・トンプスン著）の映画化。 |
| Killers                                                  | キス&キル                                                 | ロバート・ルケティック                              | アクションコメディ                      | ライオンズゲート |
| Knight and Day                                           | ナイト&デイ                                               | ジェームズ・マンゴールド                            | アクションコメディ                      | 20世紀フォックス |
| The Last Airbender                                       | エアベンダー                                              | M・ナイト・シャマラン                               | アクション 冒険 ファンタジー ファミリー | パラマウント映画、ニコロデオン・ムービーズ テレビアニメ『アバター 伝説の少年アン』の実写映画化。                                                                     |
| The Last Exorcism                                        | ラスト・エクソシズム                                      | ダニエル・スタム                                    | ホラー                                  | ライオンズゲート |
| The Last Song                                            | ラスト・ソング                                            | ジュリー・アン・ロビンソン                          | ドラマ、恋愛                            | タッチストーン・ピクチャーズ 小説『ラスト・ソング』（ニコラス・スパークス著）の映画化。                                                                              |
| Leap Year                                                | リープ・イヤー うるう年のプロポーズ                       | アナンド・タッカー                                  | ロマンティック・コメディ                | ユニバーサル・ピクチャーズ、スパイグラス・エンターテインメント |
| Legend of the Guardians: The Owls of Ga'Hoole            | ガフールの伝説                                            | ザック・スナイダー                                  | ファンタジー                            | ワーナー・ブラザース、ヴィレッジ・ロードショー・ピクチャーズ、アニマル・ロジック 児童文学『ガフールの勇者たち』（キャスリン・ラスキー著）の映画化。                  |
| Legendary                                                | 不明                                                      | メル・ダムスキー                                    | ドラマ                                  | サミュエル・ゴールドウィン・フィルムズ WWE Studios |
| Legion                                                   | レギオン                                                  | スコット・スチュワート                              | アクション ファンタジー                 | スクリーン ジェムズ |
| Let Me In                                                | モールス                                                  | マット・リーヴス                                    | ホラー                                  | Overture Films 小説『MORSE -モールス-』（ヨン・アイヴィデ・リンドクヴィスト著の再映画化。『ぼくのエリ 200歳の少女』のリメイク。                                      |
| Letters to God                                           | かみさまへのてがみ                                        | デヴッド・ニクソン                                  | ドラマ                                  | ポッシビリティ・ピクチャーズ |
| Letters to Juliet                                        | ジュリエットからの手紙                                    | ゲイリー・ウィニック                                | 恋愛                                    | サミット・エンターテインメント |
| Life as We Know It                                       | かぞくはじめました                                        | グレッグ・バーランティ                              | ロマンティック・コメディ                | ワーナー・ブラザース、ヴィレッジ・ロードショー・ピクチャーズ |
| Little Fockers                                           | ミート・ザ・ペアレンツ3                                   | ポール・ワイツ                                      | コメディ                                | ユニバーサル・ピクチャーズ、パラマウント映画、ドリームワークス、レラティビティ・メディア 『ミート・ザ・ペアレンツ2』の続編。                                         |
| The Losers                                               | ルーザーズ                                                | シルヴァン・ホワイト                                | アクション スーパーヒーロー             | ワーナー・ブラザース ダーク・キャッスル・エンターテインメント コミックThe Losersの映画化。                                                                           |
| Lottery Ticket                                           | 不明                                                      | エリク・ホワイト                                    | コメディ                                | ワーナー・ブラザース、アルコン・エンターテインメント |
| Love Ranch                                               | ラブ・ランチ 欲望のナイトクラブ                           | テイラー・ハックフォード                            | ドラマ                                  | サミット・エンターテインメント |
| Love & Other Drugs                                       | ラブ & ドラッグ                                           | エドワード・ズウィック                              | ドラマ                                  | フォックス2000ピクチャーズ、リージェンシー・エンタープライズ 『涙と笑いの奮闘記 全米セールスNo.1に輝いた"バイアグラ"セールスマン』（ジェイミー・レイディ著）の映画化 |
| MacGruber                                                | ほぼ冒険野郎 マクグルーバー                               | ヨーマ・タコンヌ                                    | アクションコメディ パロディ             | ローグ・ピクチャーズ |
| Machete                                                  | マチェーテ                                                | ロバート・ロドリゲス イーサン・マニキス             | アクション                              | 20世紀フォックス、トラブルメーカー・スタジオズ |
| Marmaduke                                                | サーフィン ドッグ                                         | トム・デイ                                          | ファミリー                              | 20世紀フォックス、リージェンシー・エンタープライズ |
| Megamind                                                 | メガマインド                                              | トム・マクグラス                                    | コメディ スーパーヒーロー               | パラマウント映画、ドリームワークス・アニメーション |
| Middle Men                                               | ミドルメン/アダルト業界でネットを変えた男たち             | ジョージ・ギャロ                                    | コメディ 犯罪                           | パラマウント映画、パラマウント・ヴァンテージ |
| Morning Glory                                            | 恋とニュースのつくり方                                    | ロジャー・ミッシェル                                | コメディ                                | パラマウント映画 |
| Mother and Child                                         | 愛する人                                                  | ロドリゴ・ガルシア                                  | ドラマ                                  | ソニー・ピクチャーズ クラシックス |
| My Soul to Take                                          | ウェス・クレイヴンズ ザ・リッパー                         | ウェス・クレイヴン                                  | ホラー                                  | ローグ・ピクチャーズ |
| Nanny McPhee and the Big Bang                            | ナニー・マクフィーと空飛ぶ子ブタ                          | スザンナ・ホワイト                                  | ファミリー ファンタジー                 | ユニバーサル・ピクチャーズ、スタジオカナル、レラティビティ・メディア 『ナニー・マクフィーの魔法のステッキ』の続編。                                                  |
| A Nightmare on Elm Street                                | エルム街の悪夢                                            | サミュエル・ベイヤー                                | ホラー                                  | ニュー・ライン・シネマ、プラチナム・デューンズ 『エルム街の悪夢』（1984年）のリメイク。                                                                              |
| The Other Guys                                           | アザー・ガイズ 俺たち踊るハイパー刑事!                    | アダム・マッケイ                                    | アクションコメディ                      | コロンビア ピクチャーズ |
| Our Family Wedding                                       | マイファミリー・ウェディング                              | リック・ファミュイワ                                | コメディ                                | フォックス・サーチライト・ピクチャーズ |
| Paper Man                                                | ペーパーマン                                              | キーラン・マローニー ミシェル・マローニー           | コメディドラマ                          | MPI Media Group |
| Paranormal Activity 2                                    | パラノーマル・アクティビティ2                             | トッド・ウィリアムズ                                | ホラー                                  | ドリームワークス、パラマウント映画 |
| Percy Jackson & the Olympians: The Lightning Thief       | パーシー・ジャクソンとオリンポスの神々                    | クリス・コロンバス                                  | 冒険 ファミリー                         | 20世紀フォックス、フォックス2000ピクチャーズ 児童文学『盗まれた雷撃』（リック・リオーダン著）の映画化。                                                              |
| Piranha 3-D                                              | ピラニア3D                                                | アレクサンドル・アジャ                              | ホラー                                  | ディメンション・フィルムズ 『ピラニア』（1978年）のリメイク。 |
| Please Give                                              | 善意の向こう側                                            | ニコール・ホロフセナー                              | ダークコメディ                          | ソニー・ピクチャーズ クラシックス |
| Preacher's Kid                                           | 不明                                                      | スタン・フォスター                                  | ドラマ                                  | Gener8Xion Entertainment |
| Predators                                                | プレデターズ                                              | ニムロッド・アーントル                              | SFホラー                                | 20世紀フォックス、トラブルメーカー・スタジオズ 『プレデター2』の続編。                                                                                               |
| Prince of Persia: The Sands of Time                      | プリンス・オブ・ペルシャ/時間の砂                         | マイク・ニューウェル                                | アクションアドベンチャー ファンタジー   | ウォルト・ディズニー・ピクチャーズ コンピュータゲーム『プリンス・オブ・ペルシャ 時間の砂』の映画化。                                                                 |
| Rabbit Hole                                              | ラビット・ホール                                          | ジョン・キャメロン・ミッチェル                      | ドラマ                                  | ライオンズゲート 2005年の同名の舞台劇の映画化。 |
| Ramona and Beezus                                        | ラモーナのおきて                                          | エリザベス・アレン                                  | コメディ ファミリー                     | 20世紀フォックス、ウォルデン・メディア 小説『ビーザスといたずらラモーナ』（ビバリー・クリアリー著）の映画化。                                                        |
| Red                                                      | RED/レッド                                                | ロベルト・シュヴェンケ                              | アクションコメディ                      | サミット・エンターテインメント グラフィックノベルRed（ウォーレン・エリス、カリー・ハムナー著）の映画化。                                                             |
| Remember Me                                              | リメンバー・ミー                                          | アレン・コールター                                  | 恋愛ドラマ                              | サミット・エンターテインメント |
| Repo Men                                                 | レポゼッション・メン                                      | ミゲル・サポクニック                                | アクション SF                           | ユニバーサル・ピクチャーズ |
| Resident Evil: Afterlife                                 | バイオハザードIV アフターライフ                           | ポール・W・S・アンダーソン                          | アクションホラー SF                     | スクリーン ジェムズ 『バイオハザードIII』（2007年）の続編。 |
| Robin Hood                                               | ロビン・フッド                                            | リドリー・スコット                                  | アクションアドベンチャー                | ユニバーサル・ピクチャーズ |
| The Romantics                                            | 選ばれる女にナル3つの方法                                 | ガルト・ニーダーホッファー                          | ロマンティック・コメディ                | Four of a Kind、Paramount Famous Productions 小説The Romanticsの映画化。                                                                                             |
| The Runaways                                             | ランナウェイズ                                            | フローリア・シジスモンディ                          | 伝記 ドラマ                             | ザ・ランナウェイズの伝記。 |
| Saint John of Las Vegas                                  | 不明                                                      | ヒュー・ローズ                                      | コメディ                                | IndieVest Pictures |
| Salt                                                     | ソルト                                                    | フィリップ・ノイス                                  | アクションスリラー                      | コロンビア ピクチャーズ |
| Saw 3D                                                   | ソウ ザ・ファイナル 3D                                    | ケヴィン・グルタート                                | ホラー                                  | ライオンズゲート 『ソウ6』の続編。 『ソウ』シリーズ完結篇。 |
| Scott Pilgrim vs. the World                              | スコット・ピルグリム VS. 邪悪な元カレ軍団                 | エドガー・ライト                                    | アクション ロマンティック・コメディ     | ユニバーサル・ピクチャーズ コミックScott Pilgrim（ブライアン・リー・オマーリー）の映画化。                                                                           |
| Secretariat                                              | セクレタリアト/奇跡のサラブレッド                         | ランドール・ウォレス                                | 伝記 ドラマ                             | ウォルト・ディズニー・ピクチャーズ |
| Sex and the City 2                                       | セックス・アンド・ザ・シティ2                             | マイケル・パトリック・キング                        | ロマンティック・コメディ                | ワーナー・ブラザース、ニュー・ライン・シネマ 『セックス・アンド・ザ・シティ』（2008年）の続編。                                                                      |
| She's Out of My League                                   | ある日モテ期がやってきた                                  | ジム・フィールド・スミス                            | ロマンティック・コメディ                | パラマウント映画、ドリームワークス |
| Shrek Forever After                                      | シュレック フォーエバー                                   | マイク・ミッチェル                                  | ファミリー ファンタジー                 | ドリームワークス・アニメーション パラマウント映画 『シュレック3』の続編。                                                                                            |
| Shutter Island                                           | シャッター アイランド                                     | マーティン・スコセッシ                              | スリラー ドラマ                         | パラマウント映画 小説『シャッター アイランド』（デニス・ルヘイン著）の映画化。                                                                                       |
| Skyline                                                  | スカイライン -征服-                                       | ストラウス兄弟                                      | SF スリラー                             | ユニバーサル・ピクチャーズ、レラティビティ・メディア |
| Small Town Saturday Night                                | 不明                                                      | ライアン・クレイグ                                  | ドラマ                                  | ビデオ映画 |
| The Social Network                                       | ソーシャル・ネットワーク                                  | デヴィッド・フィンチャー                            | ドラマ                                  | コロンビア ピクチャーズ、レラティビティ・メディア ノンフィクション本『facebook 世界最大のSNSでビル・ゲイツに迫る男』（ベン・メズリック著）の映画化。                 |
| Solitary Man                                             | ソリタリー・マン                                          | ブライアン・コッペルマン デヴィッド・レヴィーン     | ドラマ                                  | Anchor Bay Films、Millennium Films |
| The Sorcerer's Apprentice                                | 魔法使いの弟子                                            | ジョン・タートルトーブ                              | 冒険 コメディ ファンタジー              | ウォルト・ディズニー・ピクチャーズ |
| The Spy Next Door                                        | ダブル・ミッション                                        | ブライアン・レヴァント                              | アクションコメディ ファンタジー         | ライオンズゲート、レラティビティ・メディア |
| Step Up 3D                                               | ステップ・アップ3                                         | ジョン・チュウ                                      | ダンス ドラマ 恋愛                      | サミット・エンターテインメント、タッチストーン・ピクチャーズ 『ステップ・アップ2:ザ・ストリート』（2008年）の続編。                                                  |
| Stone                                                    | ストーン                                                  | ジョン・カーラン                                    | スリラー                                | Overture Films |
| The Switch                                               | アラフォー女子のベイビー・プラン                          | ジョシュ・ゴードン ウィル・スペック                 | ロマンティック・コメディ                | ミラマックス・フィルム 小説Baster（ジェフリー・ユージェニデス著）の映画化。                                                                                          |
| Takers                                                   | テイカーズ                                                | ジョン・ラッセンホップ                              | アクション ドラマ                       | スクリーン ジェムズ |
| Tangled                                                  | 塔の上のラプンツェル                                      | バイロン・ハワード ネイサン・グレノ                 | アニメ ファンタジー                     | ウォルト・ディズニー・スタジオ、ウォルト・ディズニー・アニメーション・スタジオズ                                                                                     |
| Tooth Fairy                                              | 妖精ファイター                                            | マイケル・レンベック                                | ファミリー ファンタジー                 | 20世紀フォックス |
| The Tourist                                              | ツーリスト                                                | フロリアン・ヘンケル・フォン・ドナースマルク        | サスペンス ドラマ                       | コロンビア ピクチャーズ フランス映画『アントニー・ジマー』（2005年）のリメイク。                                                                                     |
| The Town                                                 | ザ・タウン                                                | ベン・アフレック                                    | 犯罪ドラマ                              | ワーナー・ブラザース 小説『強盗こそ、われらが宿命』（チャック・ホーガン著）の映画化。                                                                                |
| Toy Story 3                                              | トイ・ストーリー3                                         | リー・アンクリッチ                                  | ファミリー                              | ウォルト・ディズニー・ピクチャーズ、ピクサー・アニメーション・スタジオ 『トイ・ストーリー2』（1999年）の続編。                                                       |
| Tron: Legacy                                             | トロン: レガシー                                          | ジョセフ・コシンスキー                              | SF                                      | ウォルト・ディズニー・ピクチャーズ 『トロン』（1982年）の続編。 |
| True Grit                                                | トゥルー・グリット                                        | コーエン兄弟                                        | 西部劇                                  | パラマウント映画 『勇気ある追跡』（1969年）のリメイク。 |
| Twelve                                                   | トゥエルヴ                                                | ジョエル・シュマッカー                              | ドラマ                                  | Hannover House 小説『トゥエルヴ』（ニック・マクダネル著）の映画化。                                                                                                  |
| Unstoppable                                              | アンストッパブル                                          | トニー・スコット                                    | アクションスリラー                      | 20世紀フォックス |
| Valentine's Day                                          | バレンタインデー                                          | ゲイリー・マーシャル                                | ロマンティック・コメディ                | ニュー・ライン・シネマ |
| Vampires Suck                                            | ほぼトワイライト                                          | ジェイソン・フリードバーグ アーロン・セルツァー     | スプーフ                                | リージェンシー・エンタープライズ |
| Waiting for Superman                                     | スーパーマンを待ちながら                                  | デイビス・グッゲンハイム                            | ドキュメンタリー                        | パラマウント・ヴァンテージ、Participant Media、ウォルデン・メディア                                                                                                  |
| Wall Street: Money Never Sleeps                          | ウォール・ストリート                                      | オリバー・ストーン                                  | ドラマ                                  | 20世紀フォックス 『ウォール街』（1987年）の続編。 |
| What If...                                               | 不明                                                      | Dallas Jenkins                                      | コメディドラマ                          | Pure Flix Entertainment |
| When in Rome                                             | みんな私に恋をする                                        | マーク・スティーヴン・ジョンソン                    | ロマンティック・コメディ                | タッチストーン・ピクチャーズ |
| Why Did I Get Married Too?                               | 理想の夫婦のつくり方                                      | タイラー・ペリー                                    | コメディドラマ                          | ライオンズゲート Why Did I Get Married?（2007年）の続編。 |
| Winnebago Man                                            | WINNEBAGO MAN                                             | ベン・スタインバウアー                              | ドキュメンタリー                        | Kino International |
| Winter's Bone                                            | ウィンターズ・ボーン                                      | デブラ・グラニック                                  | ドラマ サスペンス                       | Roadside Attractions ダニエル・ウッドレルの小説の映画化。 |
| The Wolfman                                              | ウルフマン                                                | ジョー・ジョンストン                                | ホラー                                  | ユニバーサル・ピクチャーズ、レラティビティ・メディア |
| Wonderful World                                          | 不明                                                      | ジョシュア・ゴールディン                            | コメディドラマ 恋愛                     | マグノリア・ピクチャーズ |
| You Again                                                | 不明                                                      | アンディ・フィックマン                              | コメディ                                | タッチストーン・ピクチャーズ |
| Yogi Bear                                                | ヨギ&ブーブー わんぱく大作戦                              | アンディ・フィックマン                              | ファミリー 実写                         | ワーナー・ブラザース テレビアニメ『ヨギ・ベア』の映画化。 |
| You Will Meet a Tall Dark Stranger                       | 恋のロンドン狂騒曲                                        | ウディ・アレン                                      | ドラマ                                  | ソニー・ピクチャーズ クラシックス |
| Youth in Revolt                                          | 不明                                                      | ミゲル・アルテタ                                    | コメディドラマ                          | ディメンション・フィルムズ 小説Youth in Revolt（C・D・ペイン著）の映画化。                                                                                           |
| Ｚ                                                       | あ/                                                       | あ行                                                | Ｚ                                      | Ｚ |
| Ｚ                                                       | か/                                                       | か行                                                | Ｚ                                      | Ｚ |
| Ｚ                                                       | さ/                                                       | さ行                                                | Ｚ                                      | Ｚ |
| Ｚ                                                       | た/                                                       | た行                                                | Ｚ                                      | Ｚ |
| Ｚ                                                       | な/                                                       | な行                                                | Ｚ                                      | Ｚ |
| Ｚ                                                       | は/                                                       | は行                                                | Ｚ                                      | Ｚ |
| Ｚ                                                       | ま/                                                       | ま行                                                | Ｚ                                      | Ｚ |
| Ｚ                                                       | や/                                                       | や行                                                | Ｚ                                      | Ｚ |
| Ｚ                                                       | ら/                                                       | ら行                                                | Ｚ                                      | Ｚ |
| Ｚ                                                       | わ/                                                       | わ行                                                | Ｚ                                      | Ｚ |
| Ｚ                                                       | 不明/                                                     | 不明                                                | Ｚ                                      | Ｚ |